# Pézsmatök
A pézsmatök (Cucurbita moschata) a tökvirágúak (Cucurbitales) rendjébe, ezen belül a tökfélék (Cucurbitaceae) családjába tartozó faj.

## Származása és elterjedése
A mai pézsmatök ősei eredetileg az amerikai kontinens meleg égövi területein éltek (Észak-Amerika déli és Dél-Amerika északi szubtrópusi vidékein), de napjainkra szinte az egész világon elterjedt, és népszerű kultúrnövény.

## Leírása
Évelő, lágy szárú kétlaki kúszónövény. Szára 5 szögletű, akár a 10 métert is elérheti. A leveleik nyelesek vagy ülők, egyszerűek, többnyire nagyon változatos alakúak. A kacsok egyszerűek vagy kettéágazók. Pálhaleveleik vannak. Virágaik színe krémfehértől a sötét narancssárgáig változik, ritkán rózsaszín beütéssel. A porzós virágok egyesével, csoportosan vagy rövid fürtökben állók. A pártacső többnyire rövid, széles és harang alakú. A csészelevelek általában kicsik, szabadok, fog alakúak. A párta forrt, ötkaréjú, karéjai ép szélűek. A három porzó általában két-két portokfelet visel, ritkábban egyikük csak egyet. A porzószálak a pártacsőhöz forrtak, általában egymással összenőttek vagy legalább összefüggenek. A portokok is egy gömbölyű fejhez kapcsolódnak, csak ritkán szabadok. A csatlók szélesek, a portokfelek S alakúan görbültek. A termős virágok egyesével, ritkán fürtben fejlődnek. A magház kopasz, sok horizontális helyzetű magkezdeményt tartalmaz. A bibe háromkaréjú. A termés alakja gömbölyű, elliptikus vagy hengeres, fala vékony, húsos, éretten halvány sárgától a pirosig sokféle árnyalatú lehet, súlya 1–2 kg-tól akár a 20 kg-ig terjedhet. A magok alakja ovális, lapos.

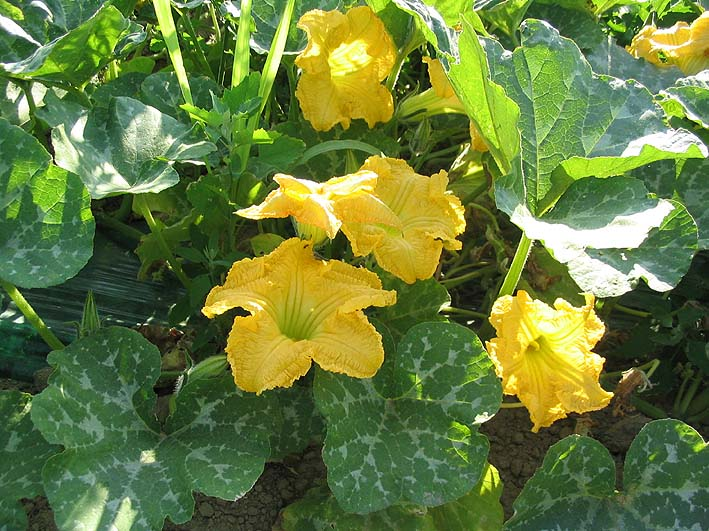
Pézsmatök növény
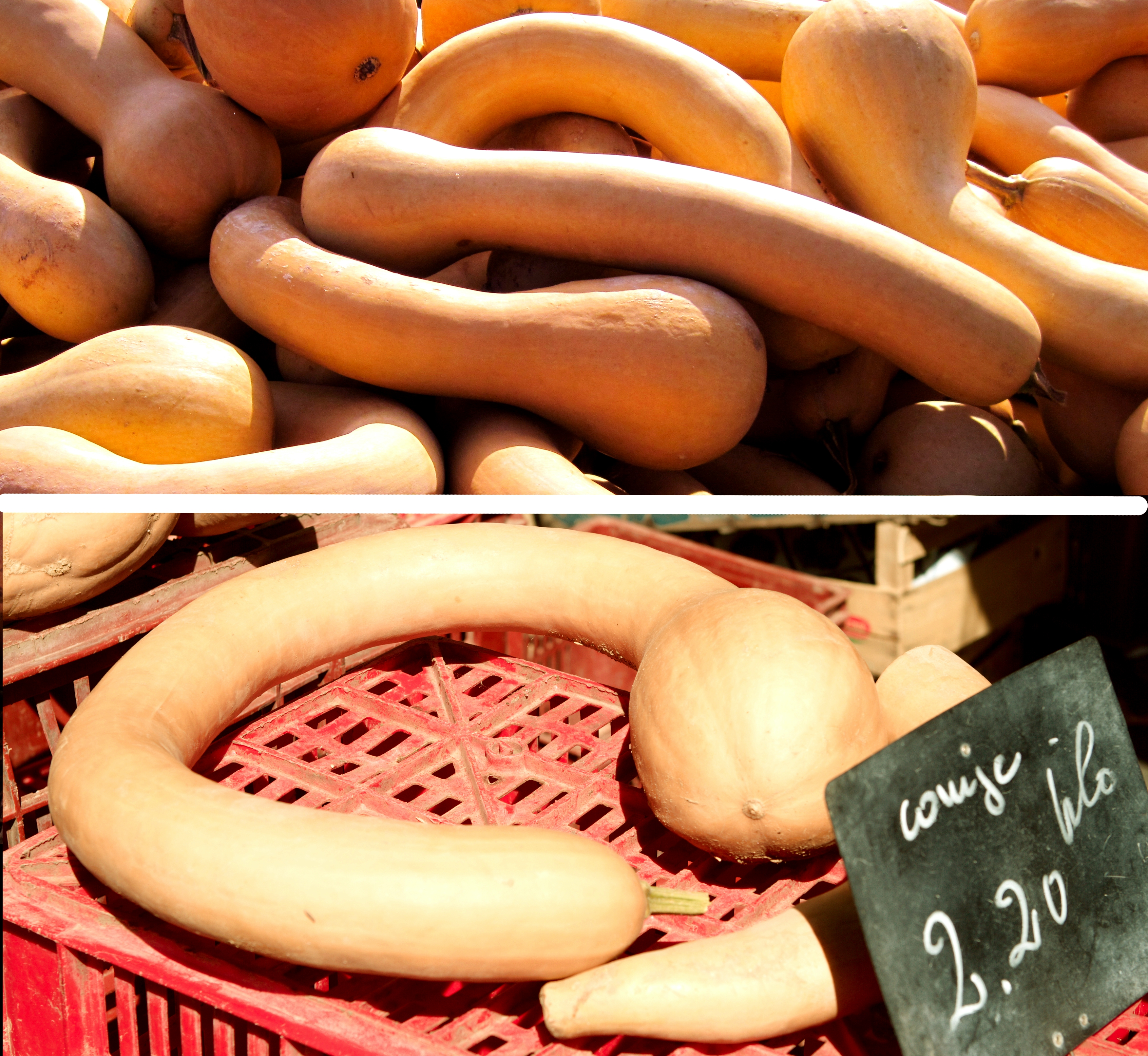
Pézsmatök termés
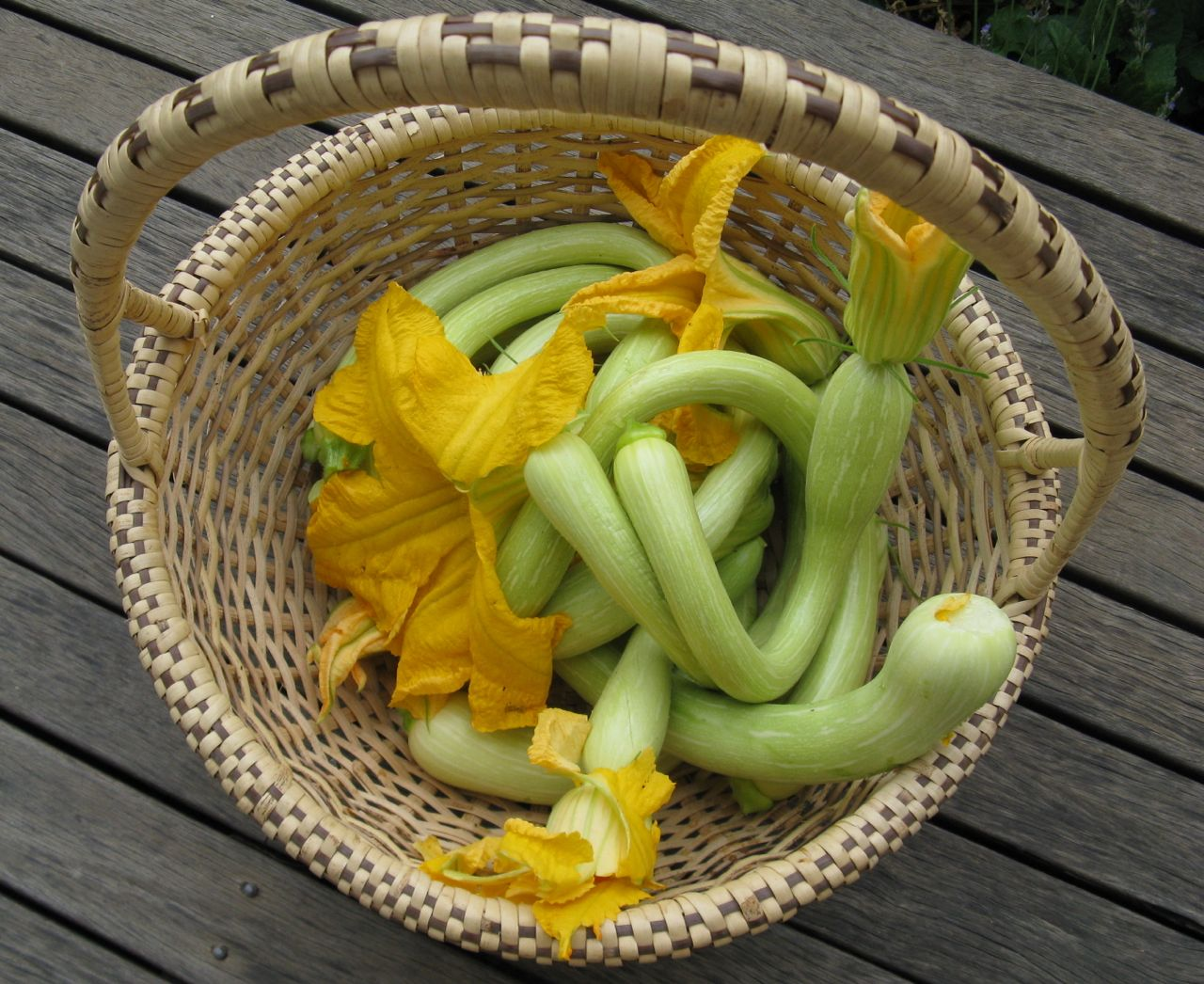
"Bébi" pézsmatök termés
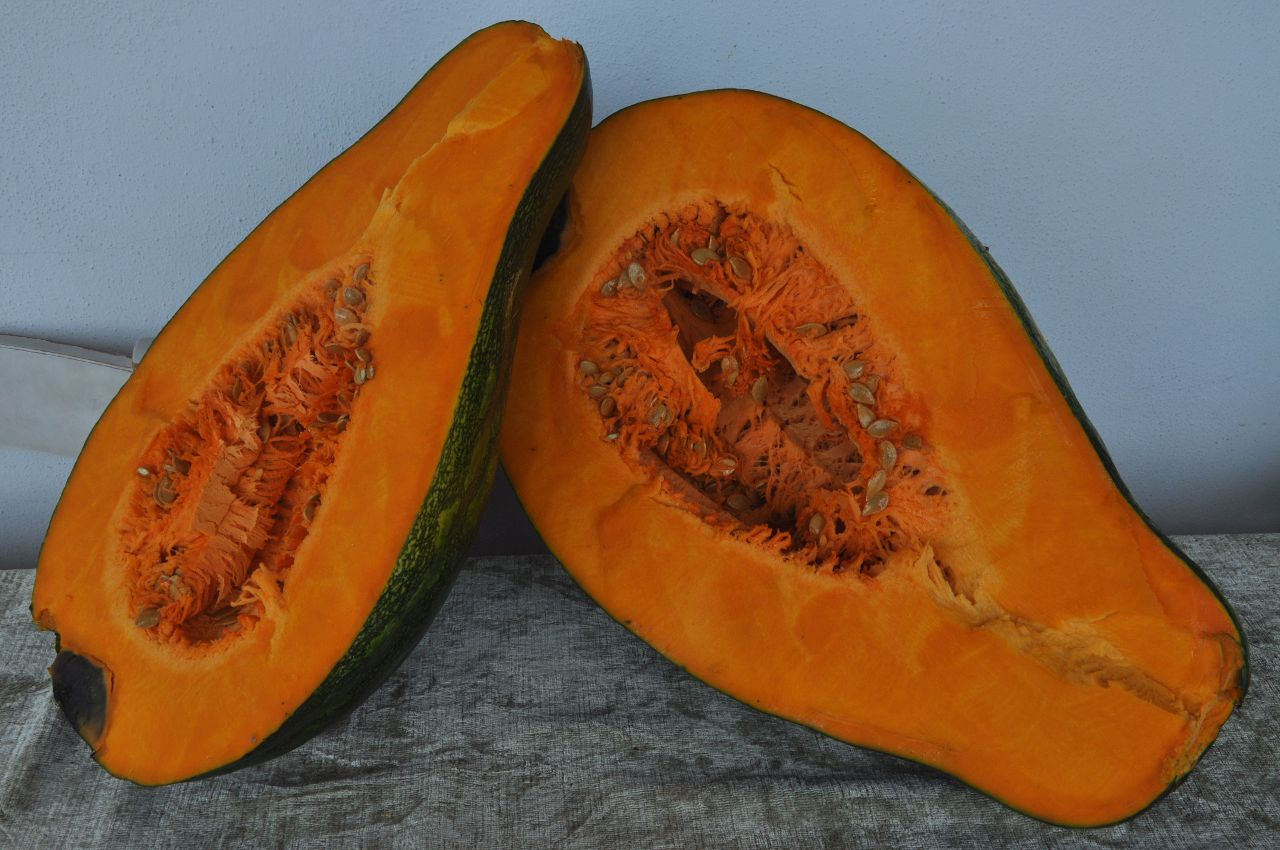
Pézsmatök termés

## Felhasználás
A tökfélék élelmezési célú felhasználása világviszonylatban még ma is sokkal nagyobb arányú, mint Magyarországon. Nagyon sok országban a tökfélék mindennapos élelmiszernek számítanak, és számos, általunk nem is ismert faj kerül az asztalokra sajátos elkészítési formákban. Egyes fajoknak nemcsak a termését, hanem a virágját, a zsenge hajtásait és a leveleit is fogyasztják. A tökfélék virágainak fogyasztása Olaszországban például már igen régóta elterjedt.
A pézsmatök konyhai elkészítése nagyon változatos, levesek, savanyúságok, és sütemények is készíthetőek belőlük. Sütve, főzve, töltve, kandírozva, nagyon sokféle formában fogyasztják. A terméseket frissen vagy tárolás után készítik el. A tökféléknek mi a termését fogyasztjuk, csoportosításuk és ennek megfelelően elnevezésük is az alapján történik, hogy a terméseket zsenge, kisméretű állapotban (nyári tökök) vagy teljesen kifejlődött, beérett állapotban fogyasztjuk-e (téli tökök). Konzerv és mélyfagyasztott állapotban történő tárolásuk is lehetséges. 10 °C körüli hőmérsékleten, akár hónapokig is eltárolható. A tök magjából hidegen sajtolt tökmagolaj fogyasztása hazánkban is elterjedt. Más országokban egyébként a tökmagfogyasztása a bennük található nagyon értékes olaj- és proteintartalom miatt sokkal nagyobb jelentőségű, mint Magyarországon. A modern táplálkozásban a tökfélék elsődlegessége a könnyű, kalória-szegény, de ennek ellenére ízletes elkészíthetőségükben rejlik. Más élelmiszerekhez képest nagyon alacsony kalóriatartalommal rendelkeznek, emellett azonban nagyon fontos vitaminokat, ásványi anyagokat és bioaktív vegyületeket tartalmaznak. Zsírtartalmuk rendkívül alacsony, ásványi anyagok közül káliumot tartalmaznak nagy mennyiségben, de jelentős a Ca-, P-, Mg- és mikro-elem-tartalmuk is.

## Termesztése
Melegigényes, fagyérzékeny növény, ezért április végén javasolt a vetése 5–8 cm mélyen. A magok csírázása csak 12 °C felett kezdődik el. A talaj típusára kevésbé igényes, viszont nem kedveli a nagyon savanyú talajt. A jó terméshozam szempontjából nélkülözhetetlen, hogy a termőtalaj tápanyagban gazdag legyen. Érdemes a magvetés helyén fészket készíteni, ami abból áll, hogy egy 50 cm átmérőjű gödröt kiásva feltöltjük jó minőségű komposzt, istállótrágya-föld keverékével, és erre ültetjük a magokat (3-4 szemet egy helyre, melyből kikelés után csak maximum 2 növényt hagyunk meg). Rendkívül vízigényes növény, melynek felvételét kiterjedt gyökérhálózata teszi lehetővé. Fontos azonban, hogy a növény nem kedveli a pangó vizet, ezért öntözését nem szabad túlzásba vinni. Területigénye igen nagy, lehetőleg 1,5-2,5 méter távolságra ültessük őket egymástól. A tenyészidőszakban a növény az öntözésen kívül nem igényel különösebb gondozást. Talajtakaró jellege miatt a gyomnövényeket általában sikeresen elnyomja, kártevőkkel és betegségekkel szemben ellenálló. Termései késő őszre fejlődnek ki, ekkorra levelei fokozatosan elszáradnak. A terméseket nem szabad a szárakról letörve betakarítani, mert ez csökkenti eltarthatóságukat. Javasolt a szárral együtt éles késsel levágni, így a termésen kialakul a növényrészből egy természetes „dugó” ami megakadályozza a víztartalom eltávozását. Egy tövön átlagosan 4-6 termés várható, melyek száraz hűvös helyen akár hónapokig is elállnak.